# Skam France
Skam France (či Skam Belgique dle země vysílání) je francouzsko-belgický televizní seriál pro mládež, který od roku 2018 vysílají veřejnoprávní televizní kanály France.tv Slash, France 4 (Francie) a La Trois (Belgie). Jedná se o adaptaci norského seriálu Skam. První čtyři série byly natočeny podle norského originálu, zbývající jsou již nově vytvořené.

## Koncept
Seriál vypráví o běžném životě studentů na lyceu v Paříži. V každé sérii je hlavní postavou vždy někdo jiný a pokaždé se jedná o zpracování zásadního tématu. Na oficiálních stránkách seriálu se během týdne objevují krátké scénky v reálném čase doprovázené SMS a chatem postav, které jsou posléze odvysílány jako jeden díl. Diváci mohou vedle běžného televizního vysílání sledovat své postavy též přes Instagram, kde jsou publikovány zprávy formou IM.

## Charakteristika děje
V první sérii Emma Borgès prožívá vztah se svým přítelem Yannem Cazasem. Pojednává se zde o školní šikaně a kyberšikaně. Hrdinkou druhé série je Manon Demissy, která má vztah se starším Charlesem Munierem, a která byla znásilněná. Ve třetí sérii zjišťuje Lucas Lallemant, že ho přitahuje nový spolužák Eliott Demaury. Oba musejí řešit coming out a vztah se svým okolím a Eliottovu bipolární poruchu. Čtvrtá série se zabývá muslimkou Imane Bakhellal, která se vyrovnává s otázkami víry a rasismu. Hrdinou páté sérii je Arthur Broussard a hlavním námětem hluchota. V šesté sérii se Lola Lecomte potýká se závislostí a problémem sebepoškozování. V sedmé sérii řeší Tiffany Prigent těhotenství. V osmé sérii se Bilal Cherif potýká s finančními problémy a řeší vztah s Jo Benezrou, které právě diagnostikovali HIV. Devátá série je zaměřena na Mayu Etienne,  která se snaží vzpamatovat ze zlomeného srdce(rozchodu) a čelit výzvám její minulosti.V desaté sérii,která je o Anaïs Roche,jsou hlavnímy tématy znásilnění a feminismus.

## Obsazení
| Philippine Stindel   | Emma Borgès      |
| Marilyn Lima         | Manon Demissy    |
| Axel Auriant         | Lucas Lallemant  |
| Assa Sylla           | Imane Bakhellal  |
| Robin Migné          | Arthur Broussard |
| Flavie Delangle      | Lola Lecomte     |
| Lucie Fagedet        | Tiffany Prigent  |
| Khalil Ben Gharbia   | Bilal Cherif     |
| Ayumi Roux           | Maya Etienne     |
| Zoé Garcia           | Anaïs Rocha      |
| Lula Cotton-Frapier  | Daphné Lecomte   |
| Coline Preher        | Alexia Martineau |
| Léo Daudin           | Yann Cazas       |
| Théo Christine       | Alexandre Delano |
| Michel Biel          | Charles Munier   |
| Zoé Marchal          | Ingrid Spielman  |
| Maxence Danet-Fauvel | Eliott Demaury   |
| Paul Scarfoglio      | Basile Savary    |
| Laïs Salameh         | Sofiane          |
| Moussa Sylla         | Idriss Bakhellal |
| Winona Guyon         | Noée Daucet      |
| Louise Malek         | Jo Benezra       |
| Sohan Pague          | Max Bernini      |
| Abdallah Charki      | Redouane Bedia   |
| Quentin Nanou        | Sekou            |
| Charlie Loisilier    | Louise           |
| Daouda Keita         | Aurélien         |
| Nathan Japy          | Hugo Regnier     |
| Léo Mazo             | Clément          |
| Jade Pedri           | Sasha            |
| Farah Kassabeh       | Frida            |

## Seznam dílů

### První řada
1. Seule au monde
2. Ajouter un ami
3. Un plan béton
4. Passage à l’acte
5. Question de confiance
6. Conséquences
7. Quel genre de fille es-tu ?
8. Girl Power
9. Tous ensemble

### Druhá řada
1. Laisse Daphné tranquille
2. Et laisse-moi aussi
3. Se rapprocher
4. Une nuit d’enfer
5. Tu penses qu'à toi
6. Élément perturbateur
7. Tu jures que tu bouges pas
8. T'es juste trop naïve
9. Les Jours d'après
10. Jamais sortir du lit
11. Menacée
12. Psychotage
13. À jamais jeunes

### Třetí řada
1. Je crois que je suis amoureux
2. La Curiosité
3. Infiltration
4. Le garçon qui avait peur du noir
5. Au même moment à l'autre bout de l'univers
6. Insomnie
7. Assumer
8. Coup de tête
9. Les gens sont comme ils sont
10. Minute par minute

### Čtvrtá řada
1. Je te fais confiance
2. Juste toi et moi
3. (Presque) parfait
4. Un peu seule parfois
5. Friendzone
6. La Nature humaine
7. Mauvaise Stratégie
8. Seule
9. Mes Looseuses préférées
10. Le Jour de l’Aïd

### Pátá řada
1. Le Début de la fin
2. En silence
3. Tête de con
4. Rien ne change
5. Le temps de s'habituer
6. Entre potes
7. La sourd-Valentin
8. Faire un choix
9. Rapports de force
10. Plus jamais pareil

### Šestá řada
1. Presque parfaite
2. La Mif
3. L'Une pour l'autre
4. La Descente
5. Un, deux, trois
6. Un grand vide
7. Mise au point
8. Virage
9. La Rechute
10. L'Ombre et la Lumière

### Sedmá řada
1. Une autre vie
2. Comme avant
3. Au pied du mur
4. Page blanche
5. La famille
6. Un lien fort
7. La peur au ventre
8. Choisir sa vie
9. Princesse en détresse
10. Le village

### Osmá řada
1. Sure le fil
2. Rien d'exceptionnel
3. Les apparences
4. Comme chez vous
5. Jamais sans la MIF
6. Lâcher prise
7. Sous la carapace
8. Sans issue
9. Le bruit qui court
10. Horizons

### Devátá řada
1. Tout va bien
2. Des raisons
3. Fissure
4. Un pas en avant
5. La lune est magnifique
6. Lola
7. Dégage
8. L'échappée belle
9. Le monde s'écroule
10. Je vous aime

### Desátá řada
1. Le retour
2. Piégée
3. Ma faute
4. Punching-ball
5. Deuxième round
6. Nos douleurs
7. Révélation
8. Warrior
9. L'épreuve finale
10. Promo 2022